# Elmer Behnke
Elmer Herman Behnke (Rockford, Illinois; 3 de febrero de 1929-Vestavia Hills, Alabama; 25 de mayo de 2018) fue un jugador de baloncesto estadounidense que disputó una temporada en la NBA. Con 2,01 metros de estatura, jugaba en la posición de pívot.

## Trayectoria deportiva

### Universidad
Jugó durante cuatro temporadas con los Braves de la Universidad de Bradley, en las que promedió 7,8 puntos por partido. En 1953 fue incluido en el Salón de la Fama de su universidad.

### Profesional
Fue elegido en la cuadragésimo octava posición del Draft de la NBA de 1951 por Rochester Royals, siendo inmediatamente traspasado a los Minneapolis Lakers, quienes finalmente acabaron descartándolo. Fichó por los Milwaukee Hawks, donde sólo llegó a jugar 4 partidos, en los que promedió 4,0 puntos y 4,3 rebotes por partido.

## Estadísticas de su carrera en la NBA

### Temporada regular
| Año     | Equipo    | PJ | MPP  | TC%  | TL%  | RPP | APP | PPP |
| ------- | --------- | -- | ---- | ---- | ---- | --- | --- | --- |
| 1951-52 | Milwaukee | 4  | 13.8 | .273 | .571 | 4.3 | 1.0 | 4.0 |
| Total   | Total     | 4  | 13.8 | .273 | .571 | 4.3 | 1.0 | 4.0 |